# Proclamation de Timișoara
 (juin 2018).
Si vous disposez d'ouvrages ou d'articles de référence ou si vous connaissez des sites web de qualité traitant du thème abordé ici, merci de compléter l'article en donnant les références utiles à sa vérifiabilité et en les liant à la section « Notes et références ».

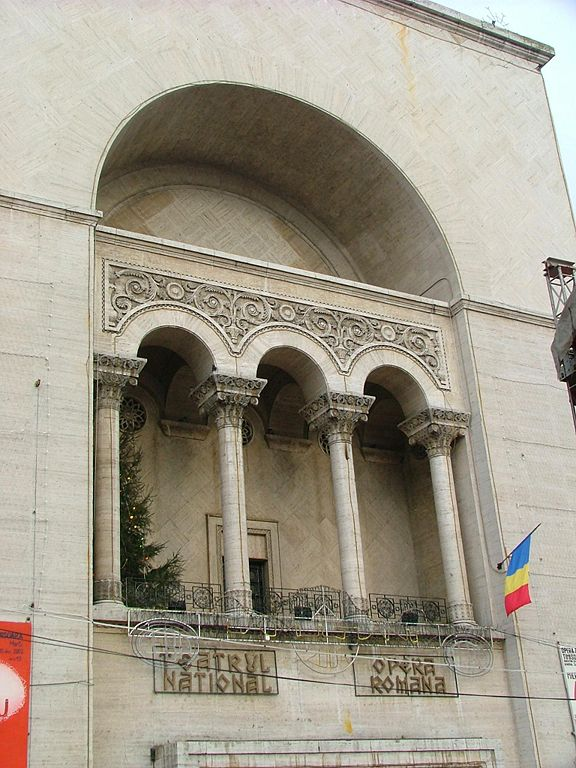
Le balcon de l'opéra national, où le document a été lu pour la première fois.

La proclamation de Timișoara est un document écrit par les participants de Timișoara à la révolution roumaine de 1989, dans laquelle ils expriment leurs vues politiques et leur exigences. Elle est une réponse à la première minériade de janvier 1990. Le point 8 de la proclamation appelant à ce que tous les anciens officiels du Parti communiste roumain soient bannis des fonctions publiques pendant une période de 10 ans, était l'une des principales revendications des participants à la Golaniade, qui fut violemment réprimée lors de la 3e minériade en juin 1990.